# Perth East (Ontario)
Perth East to gmina (ang. township) w Kanadzie, w prowincji Ontario, w hrabstwie Perth.
Powierzchnia Perth East to 716,99 km².
Według danych spisu powszechnego z roku 2001 Perth East liczy 12 218 mieszkańców (17,04 os./km²).